# Ольстерський націоналізм

Неофіційний прапор націоналістів.

Ольстерський націоналізм (англ. Ulster nationalism) — назва ідеологічного руху, що виступає за незалежність Північної Ірландії (частини Ольстера) від Сполученого Королівства без її приєднання до Республіки Ірландія, тобто за перетворення Північної Ірландії в незалежну суверенну державу.
Ідею незалежності підтримує така група націоналістів як Третій шлях Ольстера, а також деякі фракції Асоціації оборони Ольстера. Проте така точка зору в Північній Ірландії є крайньою. Вона не підтримується жодною з політичних партій, представлених в Асамблеї Північної Ірландії, а також урядом Сполученого Королівства і урядом Ірландської Республіки.
Незважаючи на те, що термін «Ольстер» традиційно застосовується до однієї з чотирьох історичних провінцій Ірландії, яка включає в себе Північну Ірландію і частину Республіки Ірландія, в рамках юніонізму і ольстерського лоялізму цей термін застосовують тільки до Північної Ірландії.